# 小行星14094
小行星14094（14094 Garneau）是一颗绕太阳运转的小行星，为主小行星带小行星。该小行星于1997年7月28日发现。

## 轨道参数
小行星14094的轨道半长轴为2.9120377 UA，离心率为0.047。